# Poecilomorpha
Poecilomorpha es un género de escarabajos de la familia Megalopodidae. En 1840 Hope describió el género. Esta es la lista de especies que lo componen:
- Poecilomorpha adusta Quedenfeldt, 1891
- Poecilomorpha amabilis Baly, 1878
- Poecilomorpha apicalis Pic, 1951
- Poecilomorpha atricolor Pic, 1951
- Poecilomorpha atricornis Pic, 1951
- Poecilomorpha atripes Lacordaire, 1845
- Poecilomorpha bicolor Jacoby, 1901
- Poecilomorpha bicoloripes Pic, 1951
- Poecilomorpha chariensis Pic, 1912
- Poecilomorpha curta Pic, 1951
- Poecilomorpha dahomeyensis
- Poecilomorpha delagoensis Pic, 1914
- Poecilomorpha diversipes Pic, 1951
- Poecilomorpha divisa Jacoby, 1895
- Poecilomorpha dollmani Bryant, 1931
- Poecilomorpha fasciaticeps Pic, 1951
- Poecilomorpha fulvicornis Jacoby, 1901
- Poecilomorpha fusciaticollis Jacoby, 1901
- Poecilomorpha hirsuta Jacoby, 1898
- Poecilomorpha immaculatipes Pic, 1951
- Poecilomorpha impressipennis Ashanti
- Poecilomorpha innotata Span.
- Poecilomorpha laosensis (Pic, 1922)
- Poecilomorpha laticornis Pic, 1951
- Poecilomorpha mashuana Jacoby, 1895
- Poecilomorpha maynei Pic, 1951
- Poecilomorpha nigroapicalis Pic, 1951
- Poecilomorpha nigromaculata Pic, 1951
- Poecilomorpha overlaeti Pic, 1951
- Poecilomorpha penae Gressitt, 1942
- Poecilomorpha preapicalis Pic, 1955
- Poecilomorpha tarsata Bryant, 1941
- Poecilomorpha testaceipennis Pic, 1917
- Poecilomorpha trilineata Erber & Medvedev, 2002
- Poecilomorpha trimaculata Pic, 1951
- Poecilomorpha usambarica Weise, 1902
- Poecilomorpha viridipennis Pic, 1951